# Principeverzoek
Principeverzoek is de ambtelijke benaming voor de eerste afspraak tussen een bouwaanvrager en de ambtenaar van een gemeente. Soms wordt deze eerste afspraak ook wel beginselaanvraag, conceptaanvraag, adviesaanvraag of vooraanvraag genoemd. 

## Functie principeverzoek
De functie van dit verzoek kan worden vergeleken met een bezoek aan de huisarts. Het is een belangrijke eerste stap die de doorstroom naar de volgende fase (naar ziekenhuis/naar bouwen) bepaalt. In Nederland moet een burger of een particulier met een bouwplan melden bij het bevoegd gezag. Meestal is dat de gemeente omdat het bestemmingsplan van een plangebied de enige direct bindende wet van Wet Ruimtelijke Ordening (Wro) is. 
Een burger / particulier maakt voordat hij zijn bouwaanvraag officieel indient eerst een afspraak met de ambtenaar. De ambtenaar overlegt met de initiatiefnemer en bekijkt de plannen. Hij bespreekt met de initiatiefnemer of zijn plannen in het geldende bestemmingsplan past. Zo niet dan schat de ambtenaar in of dit plan met een vrijstelling of dan wel aanpassing van het bestemmingsplan alsnog kan worden uitgevoerd. 
Als het plan in het bestemmingsplan past dan kan de initiatiefnemer zijn plan uitvoeren. Uiteraard heeft nog andere voor dit plan relevante vergunningen nodig. Het principeverzoek is geen vergunningaanvraag. Deze aanvraag moet de initiatiefnemer apart indienen bij de afdeling Bouwtoezicht of Vergunningen van de gemeente. Als het plan niet in het bestemmingsplan past dan gaat de ambtenaar de haalbaarheid van het plan schatten. Als hij het kansrijk acht dan gaat de planologische procedures lopen en de vrijstelling onderbouwen of het geldend bestemmingsplan herzien om het plan tot uitvoeren te krijgen.
Grote bouwbedrijven en corporaties hebben vaak een vaste contactpersoon bij de gemeente zodat de ambtenaar al bij het vroeger stadium op de hoogte is van het voorgenomen bouwplan.